# Quilles de Mauron
Le jeu de quilles de Mauron est un jeu de quilles pratiqué autour de Mauron dans le Pays de Brocéliande, dans le département du  Morbihan en Bretagne. 
La pratique du jeu de quilles de Mauron est inscrite à l’Inventaire du patrimoine culturel immatériel en France.

## Historique
Ce jeu de quille était pratiqué régulièrement jusque dans les années 1990, que ce soit dans les fêtes de village ou dans le cercle familial. Depuis, il connait un fort déclin. Ce jeu est particulier par la forme ovale de sa boule, qui le rapproche des jeux de quilles au maillet. 

## Description
Ce jeu s’apparente aux jeux de quilles de  Bilac et de Marsac. 
Le jeu comporte neuf quilles d’une valeur de 1 à 9 selon leur numérotation. La quille portant le numéro neuf est placé au centre du carré formé par le reste des quilles. Le joueur doit lancer la boule d’une distance d’environ 6 mètres, mais il ne doit pas la faire rouler. En effet, la boule doit atterrir derrière une ligne tracée à 10 centimètres de la première rangée de quilles. L’intérêt pour lui est de ne faire tomber qu’une quille, afin qu’elle garde sa valeur. Le point qu’elle représente (de 1 à 9) sera comptabilisé comme tel. Si c’est la quille de neuf qui tombe, seule, et en dehors du jeu, elle vaut alors 10 points. En revanche, si plusieurs quilles tombent, elles perdent leur valeur et valent chacune 1 seul point. 
Chaque joueur doit atteindre un total de points de 64 et pas plus, sinon il redescend à 27 points.